# Élections législatives moldaves de 2019
Les élections législatives moldaves de 2019 se déroulent le 24 février 2019. afin de renouveler pour quatre ans les 101 membres du Parlement de Moldavie. Un référendum se tient le même jour.
Le scrutin, qui connait la plus faible participation depuis l'indépendance du pays, donne lieu à un important renouvellement du parlement. Le Parti des socialistes obtient la majorité relative avec un tiers des sièges, devançant de peu le Parti démocrate au pouvoir. Il s'agit cependant des seuls partis sortants conservant une présence au parlement. Le Parti libéral, partenaire de coalition des démocrates, perd tous ses sièges, tout comme le Parti des communistes, jusque là troisième force au Parlement. La coalition Parti action et solidarité-Plateforme vérité et dignité, dite ACUM, et le parti Șor font quant à eux leur entrée au parlement en arrivant respectivement en troisième et quatrième position.
La division du parlement entre trois formations aux vues irréconciliables mène cependant à un blocage institutionnel, qui conduit le président Igor Dodon à menacer de convoquer des élections anticipées.
Une coalition entre socialistes et ACUM est formée in extremis le 8 juin, portant Maia Sandu (PAS) au poste de premier ministre. Les démocrates saisissent cependant la cour constitutionnelle, qui invalide sa nomination et tente d'imposer des élections anticipées, conduisant à la crise constitutionnelle moldave de 2019, qui voit finalement Maia Sandu confirmée dans ses fonctions.

## Contexte
Initialement prévues pour novembre 2018, les élections sont finalement reportées à 2019 par un vote de l'assemblée fin juillet. Cette décision intervient dans un contexte de mobilisation de l'opposition liée à la victoire du candidat d'un parti d'opposition à la mairie de la capitale Chișinău à la suite d'une élection municipale anticipée. Cette victoire est rapidement invalidée pour vice de procédure électorale par la justice moldave, alors décriée par l'opposition pro-européenne comme étant inféodée au gouvernement pro-russe. L'Union européenne décide en conséquence de mettre fin à son aide au développement dans le pays. Le report a également lieu lors de séances controversées au cours desquelles la majorité vote une cinquantaine de lois en deux jours, dont une loi d'amnistie des individus condamnés ou poursuivis pour corruption, en échange d'un versement de trois pour cent de la valeur des sommes ou biens reçus. La quasi-totalité de l'opposition quitte les bancs de l'assemblée lors de ces séances.

## Système électoral
La Moldavie est dotée d'un parlement monocaméral (Parlamentul Republicii Moldova) composé de 101 députés élus pour un mandat de quatre ans selon un mode de scrutin parallèle. Sont ainsi à pourvoir 51 sièges au scrutin uninominal majoritaire à un tour dans autant de circonscriptions électorales, auxquels se rajoutent 50 sièges pourvus au scrutin proportionnel plurinominal de liste avec seuil électoral de 6 % dans une unique circonscription nationale. Ce seuil passe à 9 % pour les listes présentées conjointement par deux partis et à 11 % pour les listes présentées par des coalitions de trois partis ou plus. Dans le cas de candidats sans étiquettes, le seuil est abaissé à 2 %,. Les listes sont obligatoirement composées d'un minimum de 40 %  de candidats de l'un ou l'autre sexe. La loi électorale n'impose cependant pas l'alternance des sexes des candidats sur les listes,.
Ces élections seront les premières à avoir lieu sous ce nouveau mode de scrutin mis en place en 2017, les élections législatives moldaves ayant auparavant lieu à la proportionnelle intégrale, selon les mêmes seuils,,. La loi électorale suscite une vive polémique en Moldavie, et est longtemps jugée susceptible de faire l'objet d'un référendum avant l'élection. La réforme met par ailleurs fin au quorum de participation de 33 % des inscrits jusque là exigé pour que les résultats de l’élection soient valides, en raison de l'émigration d'une grande partie de la population, ayant conservé la nationalité moldave et par conséquent toujours inscrite sur les listes électorales.
Le 23 janvier 2019, le président Igor Dodon indique qu'il n'hésitera pas à convoquer de nouvelles élections dans un délai de trois à quatre mois dans le cas où les partis ne parviendraient pas à s'entendre sur une coalition si celles ci donnent lieu à un parlement sans majorité.

## Forces en présence
Les abréviations sont celles des noms moldaves.
| Partis | Partis                            | Idéologie                                                                            | Chef de file        | Sièges en 2014 |
| ------ | --------------------------------- | ------------------------------------------------------------------------------------ | ------------------- | -------------- |
|        | Parti des socialistes (PSRM)      | Gauche Socialisme démocratique, euroscepticisme, nationalisme de gauche, russophilie | Zinaida Greceanîi   | 25 députés     |
|        | Parti des communistes (PCRM)      | Gauche à extrême gauche Communisme, marxisme-léninisme, russophilie                  | Vladimir Voronin    | 21 députés     |
|        | Parti démocrate (PDM)             | Centre gauche Social-démocratie, europhilie                                          | Vladimir Plahotniuc | 19 députés     |
|        | Parti libéral (PL)                | Centre droit Libéral-conservatisme, unionisme, europhilie                            | Mihai Ghimpu        | 13 députés     |
|        | Parti action et solidarité (PAS)  | Centre droit Social-libéralisme, europhilie                                          | Maia Sandu          | Nouveau        |
|        | Plateforme vérité et dignité (DA) | Centre droit Populisme, europhilie                                                   | Andrei Năstase      | Nouveau        |
|        | Notre Parti (PN)                  | Attrape-tout Populisme, euroscepticisme, russophilie                                 | Renato Usatîi       | Nouveau        |
|        | Parti Șor (PȘ)                    | Droite Conservatisme, russophilie                                                    | Ilan Șor            | Nouveau        |

## Déroulement

Parti arrivé en tête par arrondissement électoral (gauche) et par circonscription uninominale.

### Participation
| Année | Heure  | Heure   | Heure   | Heure   | Heure   | Heure   |
| Année | 9 h 30 | 12 h 30 | 15 h 30 | 18 h 30 | 21 h    | Finale  |
| ----- | ------ | ------- | ------- | ------- | ------- | ------- |
| 2014  | 4,20 % | 20,98 % | 39,21 % | 51,01 % | 55,86 % | 57,28 % |
| 2016  | 7,51 % | 25,35 % | 37,89 % | 46,69 % | 48,95 % | 50,95 % |
| 2019  | 5,80 % | 24,00 % | 37,41 % | 45,65 % | 49,17 % | 49,22 % |

## Résultats
|                              |                                |                                |                           |                 |                 |                 |                  |                  |                  |       |               |  |  |  |
| Parti                        | Parti                          | Parti                          | Parti                     | Proportionnelle | Proportionnelle | Proportionnelle | Circonscriptions | Circonscriptions | Circonscriptions | Total | +/-           |  |  |  |
| Parti                        | Parti                          | Parti                          | Parti                     | Voix            | %               | Sièges          | Voix             | %                | Sièges           | Total | +/-           |  |  |  |
|                              | Parti des socialistes          | Parti des socialistes          | PSRM                      | 441 191         | 31,15           | 18              | 405 469          | 29,38            | 17               | 35    | 10            |  |  |  |
|                              |                                | Parti action et solidarité     | PAS                       | 380 181         | 26,84           | 14              | 354 581          | 25,70            | 12               | 15    | Nv            |  |  |  |
|                              | Plateforme vérité et dignité   | DA                             | 11                        | 380 181         | 26,84           | 14              | 354 581          | 25,70            | 12               | 11    |               |  |  |  |
| Bloc électoral ACUM (DA-PAS) | Bloc électoral ACUM (DA-PAS)   | ACUM                           | 26                        | 380 181         | 26,84           | 14              | 354 581          | 25,70            | 12               | 26    |               |  |  |  |
|                              | Parti démocrate                | Parti démocrate                | PDM                       | 334 539         | 23,62           | 13              | 344 387          | 24,96            | 17               | 30    | 11            |  |  |  |
|                              | Parti Șor                      | Parti Șor                      | PȘ                        | 117 779         | 8,32            | 5               | 119 598          | 8,67             | 2                | 7     | Nv            |  |  |  |
|                              | Parti des communistes          | Parti des communistes          | PCRM                      | 53 175          | 3,75            | 0               | 28 853           | 2,09             | 0                | 0     | 21            |  |  |  |
|                              | Notre Parti                    | Notre Parti                    | PN                        | 41 769          | 2,95            | 0               | 38 838           | 2,81             | 0                | 0     | Nv            |  |  |  |
|                              | Parti libéral                  | Parti libéral                  | PL                        | 17 741          | 1,25            | 0               | 15 878           | 1,15             | 0                | 0     | 13            |  |  |  |
|                              | Mouvement populaire anti-mafia | Mouvement populaire anti-mafia | MPA                       | 8 633           | 0,61            | 0               |                  |                  |                  | 0     | en stagnation |  |  |  |
|                              | Démocratie chez soi            | Démocratie chez soi            | PPDA                      | 4 463           | 0,32            | 0               | 850              | 0,06             | 0                | 0     | en stagnation |  |  |  |
|                              | Parti des régions              | Parti des régions              | PRM                       | 3 645           | 0,26            | 0               |                  |                  |                  | 0     | Nv            |  |  |  |
|                              | Parti national libéral         | Parti national libéral         | PNL                       | 3 430           | 0,24            | 0               | 811              | 0,06             | 0                | 0     | en stagnation |  |  |  |
|                              | Parti vert écologiste          | Parti vert écologiste          | PVE                       | 3 249           | 0,23            | 0               | 655              | 0,05             | 0                | 0     | en stagnation |  |  |  |
|                              | Mouvement professionnel        | Mouvement professionnel        | MPSN                      | 2 826           | 0,20            | 0               |                  |                  |                  | 0     | Nv            |  |  |  |
|                              | Parti de la volonté du peuple  | Parti de la volonté du peuple  | PVP                       | 2 705           | 0,19            | 0               | 0                | Nv               |                  |       |               |  |  |  |
|                              | Parti de la mère patrie        | Parti de la mère patrie        | PP                        | 1 033           | 0,07            | 0               | 0                | Nv               |                  |       |               |  |  |  |
|                              | Indépendants                   | Indépendants                   | Indépendants              |                 |                 |                 | 70 010           | 5,07             | 3                | 3     | 3             |  |  |  |
|                              |                                |                                |                           |                 |                 |                 |                  |                  |                  |       |               |  |  |  |
| Suffrages exprimés           | Suffrages exprimés             | Suffrages exprimés             | Suffrages exprimés        | 1 416 359       | 97,20           |                 | 1 379 930        | 95,74            |                  |       |               |  |  |  |
| Votes blancs et invalides    | Votes blancs et invalides      | Votes blancs et invalides      | Votes blancs et invalides | 40 861          | 2,80            | 61 396          | 4,26             |                  |                  |       |               |  |  |  |
| Total                        | Total                          | Total                          | Total                     | 1 457 220       | 100             | 50              | 1 441 326        | 100              | 51               | 101   | en stagnation |  |  |  |
| Abstentions                  | Abstentions                    | Abstentions                    | Abstentions               | 1 501 923       | 50,76           |                 | 1 510 139        | 51,17            |                  |       |               |  |  |  |
| Inscrits / participation     | Inscrits / participation       | Inscrits / participation       | Inscrits / participation  | 2 959 143       | 49,24           | 2 951 465       | 48,83            |                  |                  |       |               |  |  |  |

## Formation du gouvernement
Une fois les résultats connus, le Parti des socialistes propose au Bloc électoral ACUM de former un gouvernement de coalition. Le Parti démocrate fait de même, allant jusqu'à proposer que le poste de Premier ministre revienne à un membre d'ACUM, malgré un nombre moins important de sièges. Le bloc électoral refuse néanmoins les deux propositions, suivant les intentions clairement affichées lors de sa campagne.
Le 8 avril, le Bloc électoral ACUM annonce revenir sur sa décision de rejeter les négociations de coalitions avec le Parti des socialistes. L'ACUM déclare également que des négociations de coalition avec le Parti démocrate sont toujours en cours,. Après cette annonce, Maia Sandu et Andrei Năstase, dirigeants d'ACUM, invitent officiellement le PSRM à entamer des négociations de coalition,. Les deux partis doivent se réunir chacun de leur côté pour discuter des négociations en cours avec l'ACUM,. Ces négociations se soldent cependant par un échec.
Le pays se retrouve dans une situation de blocage institutionnel le laissant sans gouvernement, du fait des positions irréconciliables des principaux partis. Aucune majorité absolue ne peut ainsi être atteinte sans un accord entre au moins deux des trois formations arrivés en tête. Or, le PSRM est favorable à un rapprochement avec la Russie, tandis que le PDM et l'alliance ACUM prône une adhésion à terme avec l'Union européenne. Ces deux derniers ne parviennent pas non plus à s'entendre, l'ACUM s'étant construit en opposition au PDM et à la corruption, dont il accuse le parti au pouvoir.
Le blocage persiste ainsi pendant plus de trois mois. Cette situation conduit le président Igor Dodon à menacer de convoquer des élections anticipées. Le 15 mai, il fixe un ultimatum aux membres du parlement, auquel il donne jusqu'à la mi-juin pour former un gouvernement, faute de quoi les électeurs moldaves retourneront aux urnes. Sous la pression des partenaires russes, américains et européens, les négociations reprennent le 4 juin entre les socialistes et la coalition ACUM.

## Crise constitutionnelle
La cour constitutionnelle accélère grandement les négociations en précisant le 7 juin que le gouvernement devra être formé sous trois mois à partir de l'annonce de sa confirmation des résultats officiels, effectuée le 9 mars, sous peine d'élections anticipées.
Le 8 juin, un gouvernement de coalition entre les pro-européens ACUM et les pro-russes socialistes, dirigé par Maia Sandu est finalement formé. Cette dernière, farouche opposante du chef du parti democrate, Vladimir Plahotniuc, et du gouvernement démocrate qu'elle accuse régulièrement de corruption mafieuse, déclare que le nettoyage du pays va pouvoir commencer. L'accord de coalition prévoit notamment d'accentuer la fédéralisation du pays pour essayer d'amener la Transnistrie à accepter, comme la Gagaouzie, la légalité républicaine internationalement reconnue du gouvernement de Chișinău. Ce point provoque des accusations de « dépeçage du pays » par le gouvernement sortant.
Saisie par le PDM sur des divergences d'interprétation quant à la date butoir pour former un gouvernement, ainsi que sur le caractère obligatoire ou non d'une dissolution après celle-ci, la Cour constitutionnelle déclare la nomination de Sandu invalide, de même que toute décision du parlement élu prise après le 7 juin. La Cour constitutionnelle fixe en effet à ce jour la date limite de formation d'un gouvernement pouvant éviter des élections anticipées, interprétant le délai de trois mois comme équivalant à exactement 90 jours. La cour interprète également le délai comme étant impératif, privant le parlement de tout pouvoir passé celui-ci,. 
Cette décision provoque la surprise dans le milieu politique ainsi que chez les observateurs, le délai de trois mois étant jusque là considéré comme incluant la fluctuation des jours mensuels, ce qui portait le délai au 9 juin. La décision déclenche une vive polémique, la cour étant régulièrement accusée d'être aux mains des dirigeants du Parti démocrate au pouvoir, notamment après avoir annulée la victoire de l'opposition aux élections municipales partielles de 2018 dans la capitale Chisinau.
Le 9 juin, le président Igor Dodon est relevé de ses fonctions pour avoir refusé d'appliquer la décision de la cour lui enjoignant de dissoudre le parlement. Le Premier ministre démocrate Pavel Filip est chargé d'assurer l'intérim. Il dissout aussitôt le parlement et convoque de nouvelles élections pour le 6 septembre. Dodon réagit en appelant la population à le soutenir pour surmonter la crise.
À la suite de pressions extérieures, le PDM finit par céder, Vlad Plahotniuc fuyant le pays le 14 juin dans un avion privé, précisant sur les réseaux sociaux « ne plus se sentir en sécurité en Moldavie ». Le jour même, la Cour constitutionnelle annule l'ensemble de ses décisions à l'origine de la crise, réinstituant le Parlement dans ses prérogatives, et validant le gouvernement Sandu. Le président de la Cour, Mihai Poalelungi, annonce fonder cette décision « sur le fait que la Cour constitutionnelle était soumise à des pressions et n'était pas libre de rendre ses décisions ». La volte-face de la juridiction précipite le dénouement de la crise. Plahotniuc est rejoint dans sa fuite par le milliardaire Ilan Șor, dirigeant du parti portant son nom et accusé d'être à l'origine du scandale de la disparition d'un milliard de dollars des banques du pays. Leur départ est jugé comme visant à se prémunir d'actions en justice par le nouveau gouvernement. Le Centre national anti-corruption saisit le même jour les biens personnels de plusieurs suspects, dont Ilan Șor.
Le Parti démocrate reconnaît ensuite la légitimité du nouvel exécutif par la voix de son vice-président Vladimir Cebotari, qui annonce que le parti va entrer dans l'opposition, permettant ainsi à la situation politique de se normaliser. Les démocrates insistent par ailleurs sur le caractère temporaire du départ de Plahotniuc, avertissant la population de ne pas prêter attention aux  « fausses informations ».
Pleinement confirmée dans ses fonctions, la Première ministre Maia Sandu déclare que « les dirigeants de ce clan mafieux, qui ont usurpé le pouvoir et terrorisé les citoyens de la république de Moldavie pendant de nombreuses années, ont quitté le pays. Nous voulons vous assurer que le système de justice deviendra fonctionnel ». Dans les semaines qui suivent, Sandu renoue avec les réformes promises à l'Union Européenne en 2014, affichant clairement son intention d'un nouveau rapprochement. La Première ministre précise ainsi « Nous sommes conscients que nous autres moldaves devons plancher davantage sur nos devoirs. Alors seulement nous verrons l'UE plus amène à faire avancer la Moldavie sur le chemin de l'intégration européenne. », ajoutant être ouverte à l'améliorations des relations commerciales avec la Russie, mais que cette dernière doit retirer ses troupes de Transniestrie.
L'alliance gouvernementale conclue avec les socialistes pro-russe est alors largement vue dans chacun des deux camps comme temporaire, le temps de finir le démantèlement des réseaux oligarchiques de Plahotniuc installés aux postes clés, et le rétablissement de l'état de droit dans le pays.